# Санта-Тереза (Нью-Мексико)
Санта-Тереза (англ. Santa Teresa) — переписна місцевість (CDP) в США, в окрузі Донья-Ана штату Нью-Мексико. Населення — 5044 особи (2020).

## Географія
Санта-Тереза розташована за координатами 31°52′14″ пн. ш. 106°40′12″ зх. д. / 31.87056° пн. ш. 106.67000° зх. д. (31.870460, -106.670088).  За даними Бюро перепису населення США в 2010 році переписна місцевість мала площу 28,01 км², уся площа — суходіл. В 2017 році площа становила 26,10 км², уся площа — суходіл.

## Демографія
Згідно з переписом 2010 року, у переписній місцевості мешкало 4258 осіб у 1479 домогосподарствах у складі 1159 родин. Густота населення становила 152 особи/км².  Було 1552 помешкання (55/км²).
Расовий склад населення:
| - 82,6 % — білих - 1,0 % — корінних американців - 1,0 % — чорних або афроамериканців - 0,3 % — азіатів - 12,4 % — осіб інших рас |

До двох чи більше рас належало 2,6 %. Частка іспаномовних становила 76,0 % від усіх жителів.
За віковим діапазоном населення розподілялося таким чином: 30,0 % — особи молодші 18 років, 58,4 % — особи у віці 18—64 років, 11,6 % — особи у віці 65 років та старші. Медіана віку мешканця становила 34,4 року. На 100 осіб жіночої статі у переписній місцевості припадало 90,3 чоловіків;  на 100 жінок у віці від 18 років та старших — 84,4 чоловіків також старших 18 років.
Середній дохід на одне домашнє господарство  становив 53 916 доларів США (медіана — 42 978), а середній дохід на одну сім'ю — 55 751 долар (медіана — 46 667). За межею бідності перебувало 30,9 % осіб, у тому числі 51,8 % дітей у віці до 18 років та 19,4 % осіб у віці 65 років та старших.
Цивільне працевлаштоване населення становило 1943 особи. Основні галузі зайнятості: освіта, охорона здоров'я та соціальна допомога — 25,6 %, роздрібна торгівля — 16,7 %, публічна адміністрація — 13,7 %, мистецтво, розваги та відпочинок — 12,0 %.